# Мандич, Дьёрдь
Дьёрдь Мандич (венг. Mandics György; род. 4 января 1943, Тимишоара, Румыния) — венгерский поэт, переводчик, писатель, журналист и эссеист, лауреат премии Аттилы Йожефа 2020 года..

## Биография
Закончил школу в своем родном городе, получил диплом учителя математики и физики в Университете Тимишоары в 1966 году. В 1977 году он изучал журналистику в Академии Штефана Георгиу в Бухаресте.
Работал школьным учителем в Уйваре (жудец Тимиш) с 1967 года, затем, с 1968 года — в Жимболии. С 1972 года работал редактором издательства Facla в Тимишоаре, с 1985 года - журналистов газеты Szabad Szó (с 1989 года - Temesvári Új Szó). С 2002 года он является членом жюри премии Петера Жольдоша.
Первые публикации стихов — в антологиях Vitorla-ének (1967) и Egy szelet fény (1967). Он написал трилогию романов «Тимишоарская Голгофа», основанную на его опыте участника революции в Тимишоаре в 1989 году.
Среди его произведений также есть эссе, научно-фантастические рассказы и книги о венгерских рунах.
Среди его наград — премия Аттилы Йожефа, и Рыцарский крест Венгерского ордена «За заслуги».
Живёт и работает в Будапеште. Состоит в Союзе писателей Венгрии и в венгерском отделении PEN-клуба.

## Публикации на русском языке
Дьердь Мандич: стихи; пер. с венг. Елены Ивановой-Верховской, Елены Исаевой, Сергея Панцирева // Юность. - 2019. - № 6. - С. 28-37..

## Признание
- Премия румынского Союза Писателей (номинация «Проза») (1977)
- Премия «Золотой метеор» (1986)
- Премия Аттилы Йожефа (2020)
- Премия Ференца Херцега (2022)
- Рыцарский крест Венгерского ордена «За заслуги» (2023)